# Astacilla spinata
Astacilla spinata är en kräftdjursart som först beskrevs av Menzies och William L. Kruczynski 1983.  Astacilla spinata ingår i släktet Astacilla och familjen Arcturidae.
Artens utbredningsområde är Mexikanska golfen. Inga underarter finns listade i Catalogue of Life.